# Петерс Густав (Август) Эрнестович
Петерс Густав (Август) Эрнестович (15.04.1837 — 1896) — русский военный инженер.

## Биография
Родился 15 апреля 1837 года, дворянин. По семейной легенде, окончил артиллерийское училище и был направлен на один из уральских заводов, где от военного ведомства возглавил приёмку изготовляемых для армии пушек. Им было забраковано большое количество некачественно изготовленных орудий, что привело к конфликту с вышестоящим коррумпированным начальством. В результате поручику Петерсу пришлось покинуть военную службу и переехать на жительство в Одессу, где работал его отец.
В 1858—1859 годах путешествовал по странам 3ападной Европы для ознакомления с античными памятниками и археологическими раскопками и консультациями с врачами по поводу своего здоровья. Вернувшись в Одессу проектировал и строил водоотводные и водопроводные сооружения города, а также занимался развитием соляного промысла.
Был женат на Софьи Иосифовне Петерс (Бруннер, 1840-02.05.1877). Их дети: Александра, Евгений, Борис, Елизавета, Сергей.
Скончался в 1896 году.

## Список опубликованных работ
1. Петерс Г. (А.) Э. Об одесском соляном промысле. Одесса. 1868.
2. Петерс Г. (А.) Э. О горьких солях куяльницкого лимана. Одесса. 1868.
3. Петерс Г. (А.) Э. О взымании за воду в применении к водоснабжению г. Одессы. Одесса. 1874.
4. Петерс Г. (А.) Э. Вопросы об одесских коллекторах. Одесса. 1875.
5. Петерс Г. (А.) Э. Проекты коллекторов для г. Одессы. Одесса. 1877.
6. Петерс Г. (А.) Э. Сущность проекта коллекторов Г. Петерса. Одесса. 1877.
7. Петерс Г. (А.) Э. Доклады техника Г. Петерса. Одесса. 1878.
8. Петерс Г. (А.) Э. Коллекторы г. Одессы. Одесса. 1878.
9. Петерс Г. (А.) Э. Возражения техника Г. Петерса. Одесса. 1878.
10. Петерс Г. (А.) Э. О расширении Одесского водоснабжения. «Одесский вестник». Одесса, 1893. № 213.(18.08). стр. 2-3; № 216. (21.08). стр. 2-3